# Scene della vita di Maria
Le Scene della vita di Maria sono un ciclo di affreschi di Lorenzo Lotto, datati 1525 e conservati nella cappella a sinistra della cappella maggiore nella chiesa di San Michele al Pozzo Bianco a Bergamo. Furono l'ultimo lavoro che l'artista veneziano realizzò nella città orobica. 

## Ciclo di affreschi
Le scene rappresentate sono le seguenti:
- Cupola
  - Dio con angeli
- Pennacchi
  - Matteo
  - Marco
  - Luca
  - Giovanni
- Interno
  - Nascita della Vergine
  - Presentazione al Tempio
  - Sposalizio
  - l'Annunciazione
- Esterno della cappella
  - Visitazione della Vergine a Elisabetta

## Storia
Lotto si dedicò alla decorazione della cappella subito dopo gli affreschi nell'oratorio Suardi a Trescore Balneario. Sul sottarco si trova la firma e la data "Laurentius Lots MDXXV". Lotto dopotutto abitava nelle vicinanze della chiesa, quindi doveva essere un'impresa per lui molto familiare, ed è la sua ultima opera bergamasca.
I dipinti furono per molto tempo non considerati, forse la locazione della chiesa non facilmente accessibile, li ha tenuti un po' sconosciuti, ma come è lo stile del Lotto, nascondono messaggi da interpretare. Gli affreschi furono commissionati da una confraternita intitolata alla Vergine dedica alle opere caritatevoli, la scelta di affreschi raffiguranti la Vergine doveva rispecchiare questa sua qualità di carità da imitare. Ma se si considera quali siano i committenti, si ritorna a Battista Suardi che gli aveva commissionato i lavori di Trescore, di Niccolò Bonghi suo padrone di casa a cui saldo del debito di affitto realizzò Matrimonio mistico di santa Caterina d'Alessandria conservato in Accademia Carrara, e Girolamo Passi facente parte della Consorzio della Misericordia Maggiore, committenti che ben conoscevano il pittore.
La decorazione della cappella e di quelle dell'abside, entravano in un progetto di ristrutturazione completa della chiesa. Sull'arco esterno vi è impressa la data 1525, anno in cui il Lotto terminò la decorazione, anche se risulta una lettera del 6 ottobre del medesimo anno spedita da Credaro Val Calepo durante la realizzazione delle pitture per la chiesetta di San Giorgio, indirizzata a Gerolamo Passi allora Ministro del Consorzio della Vergine nella quale il Lotto chiedeva informazioni sulla storia di San Donnino di cui la chiesa conservata una reliquia, per poter proseguire con le pitture. I contatti terminarono l'anno successivo quando Lotto partì per Venezia lasciando definitivamente la città.

## Descrizione e stile
L'affresco superiore alla cappella raffigura la scena della Visitazione (170x230 cm), scena che viene inserita in una finta cappella racchiusa tra due pilastri, con due angeli che sorreggono il cartiglio non più leggibile. L'incontro è commovente: Elisabetta, avvolta in un ampio abito verde che manifesta l'avanzata gravidanza, accoglie la cugina inchinandosi sul suo ventre, rendendone pubblica la maternità divina. Dietro lei Zaccaria muto, castigato da Dio per la sua mancanza di fede. Attorno alla Vergine due figure femminili di cui una in avanzato stato di gravidanza. Il Lotto volle evidenziare il mistero della verginità post partum tanto discusso nel XVI secolo.
La preparazione dottrinale del Lotto viene anche in questo suo lavoro evidenziata: ogni tratto, ogni immagine non è banale, racchiude uno studio approfondito, e un desiderio di rendere pubblico e innovativo il messaggio evangelico.
La Visitazione celebra le virtù della Vergine attraverso una chiara simbologia. Il bianco delle sue vesti, il manto oro e porpora, l'umiltà verso la cugina più anziana. La collocazione medesima dell'affresco esterno alla cappella, per il Lotto è la chiave di lettura di tutti gli affreschi presenti all'interno.
Le scene della Vita di Maria si dispiegano alle pareti, nel registro centrale e nelle lunette, mentre nella cupoletta si vede un Eterno benedicente. Nei pennacchi si trovano i simboli degli Evangelisti raffigurati con la tenebra e la luce, morte e vita eterna. A san Giovanni rappresentato dall'aquila si contrappone la maschera del gorgone dallo sguardo terrificante, posta sotto l'aquila come fosse un trofeo, l'angelo rappresentante san Matteo contrapposto alla testa di un vecchio cieco dagli occhi chiusi, il toro per l'evangelista Luca che trionfa sul teschio di un bue, mentre il leone rappresentante san Marco si oppone ad un granchio lunare, tutta la simbologia a riportare il contrasto tra la luce e le tenebre, la vittoria della vita sulla morte. Alla vita raffigurata nella natività di Maria pura, senza macchia. 
Una lunetta mostra la Natività di Maria (170x230 cm), raffigura la levatrice che solleva la neonata in posizione eretta, una novità nella raffigurazione mariana, una bambina che non piange ma che già guarda in alto la lunetta dove è raffigurato Dio, come recitano le scritture che non distoglie lo sguardo di contemplazione estatica di Dio, fonte della salvifica luce. L'aver modificato la raffigurazione che era d'uso con il bagno della neonata, porta all'Immacolata Concezione, la sua mancanza di peccato, lei nasce immacolata, questo è il messaggio del Lotto, rappresentare l'assoluta purezza di quella che sarà poi la madre di Dio.
Nella Presentazione e sposalizio della Vergine (170x230 cm), Maria viene raffigurata avvolta in un manto bianco con righe d'oro contrariamente al consueto manto azzurro, e una veste candida a rappresentare la sua purezza assoluta. Proprio questo è il messaggio che probabilmente viene commissionato al pittore: raffigurare una madre perfetta, una sposa vergine, l'assoluta perfezione. Spicca quella centrale con la Natività (170x230 cm), ambientata in una stanza scorciata dal basso, dove sant'Anna è sdraiata sul letto e circondata da aiutanti e fantesche, ritratte nelle loro attività con un vivido realismo, dai toni affettuosamente domestici. L'arredo e le vesti sono minuziosamente descritti in fogge attuali. A differenza degli affreschi dell'Oratorio Suardi, la cromia è brillante e ricca di toni, analoga a quella delle grandi pale d'altare dell'epoca.

## Altre immagini

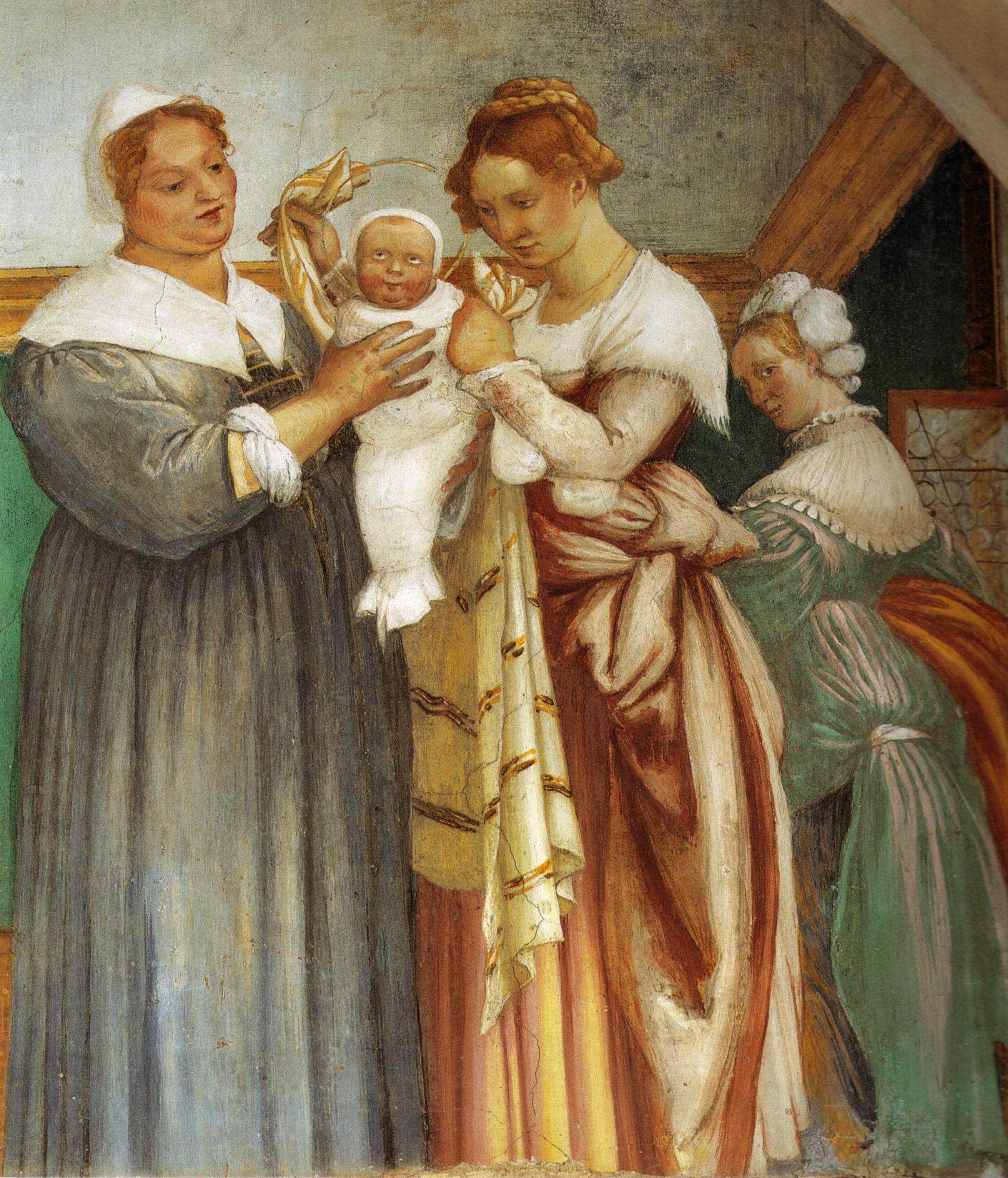
Dettaglio
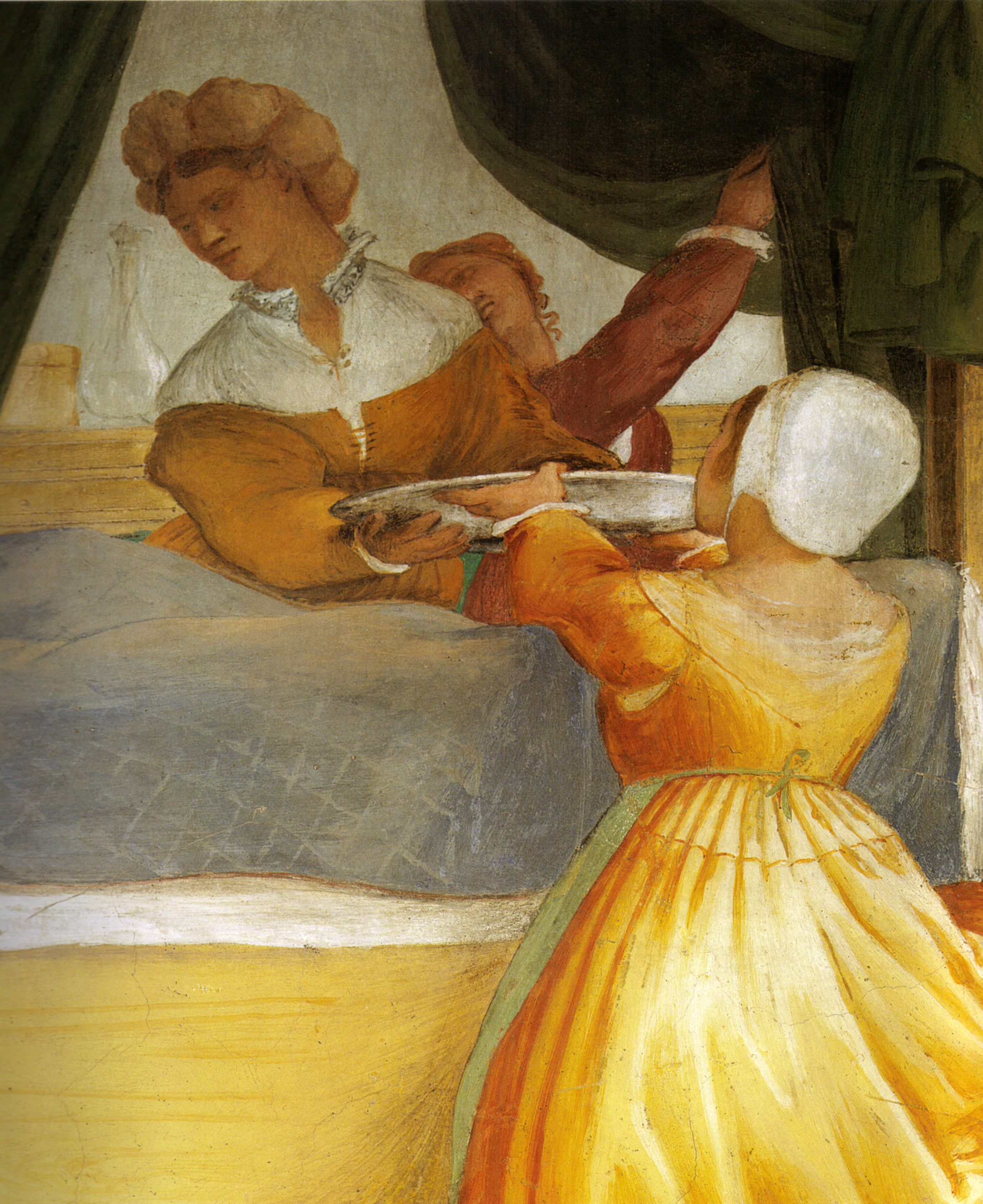
Dettaglio
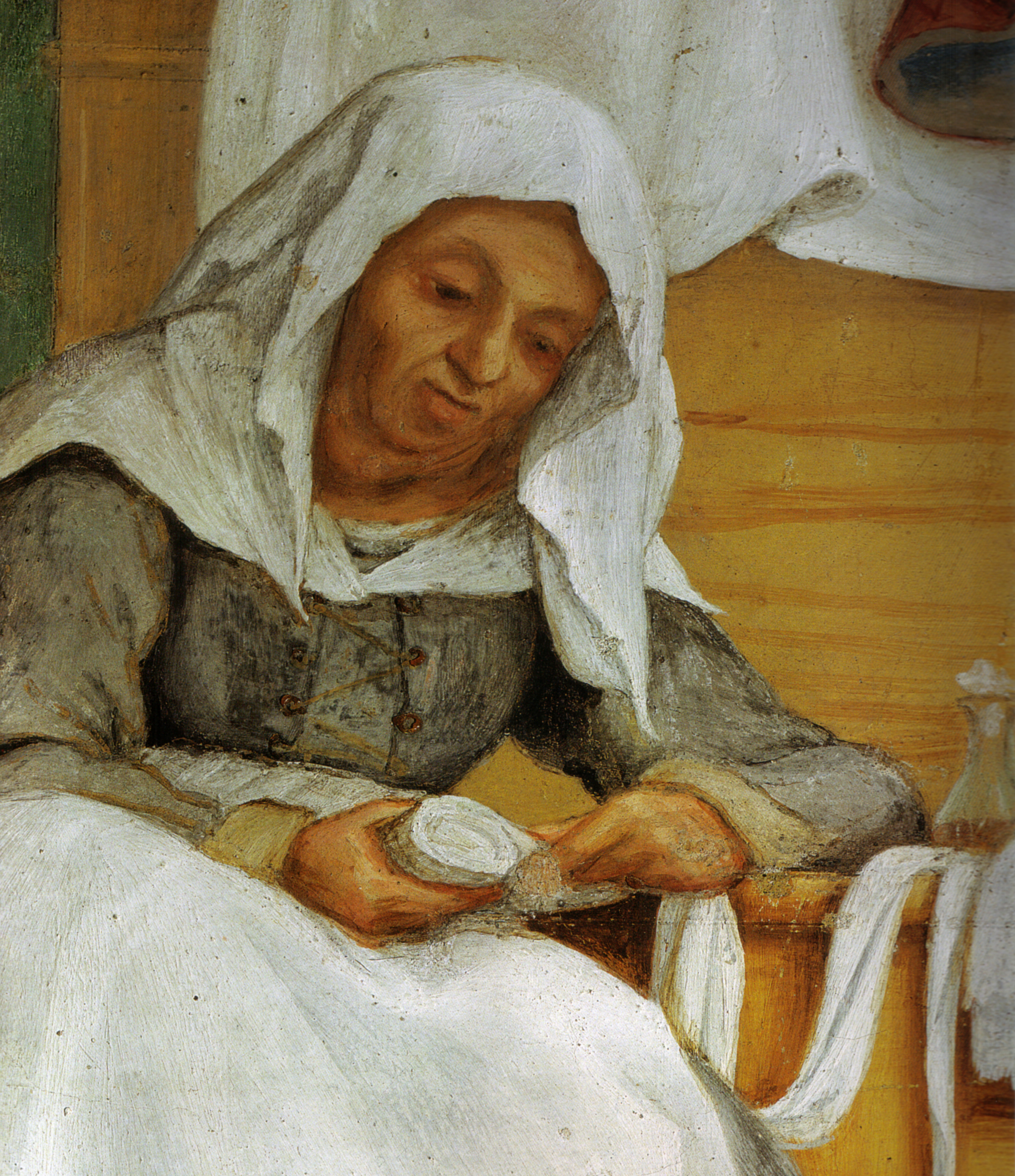
Dettaglio
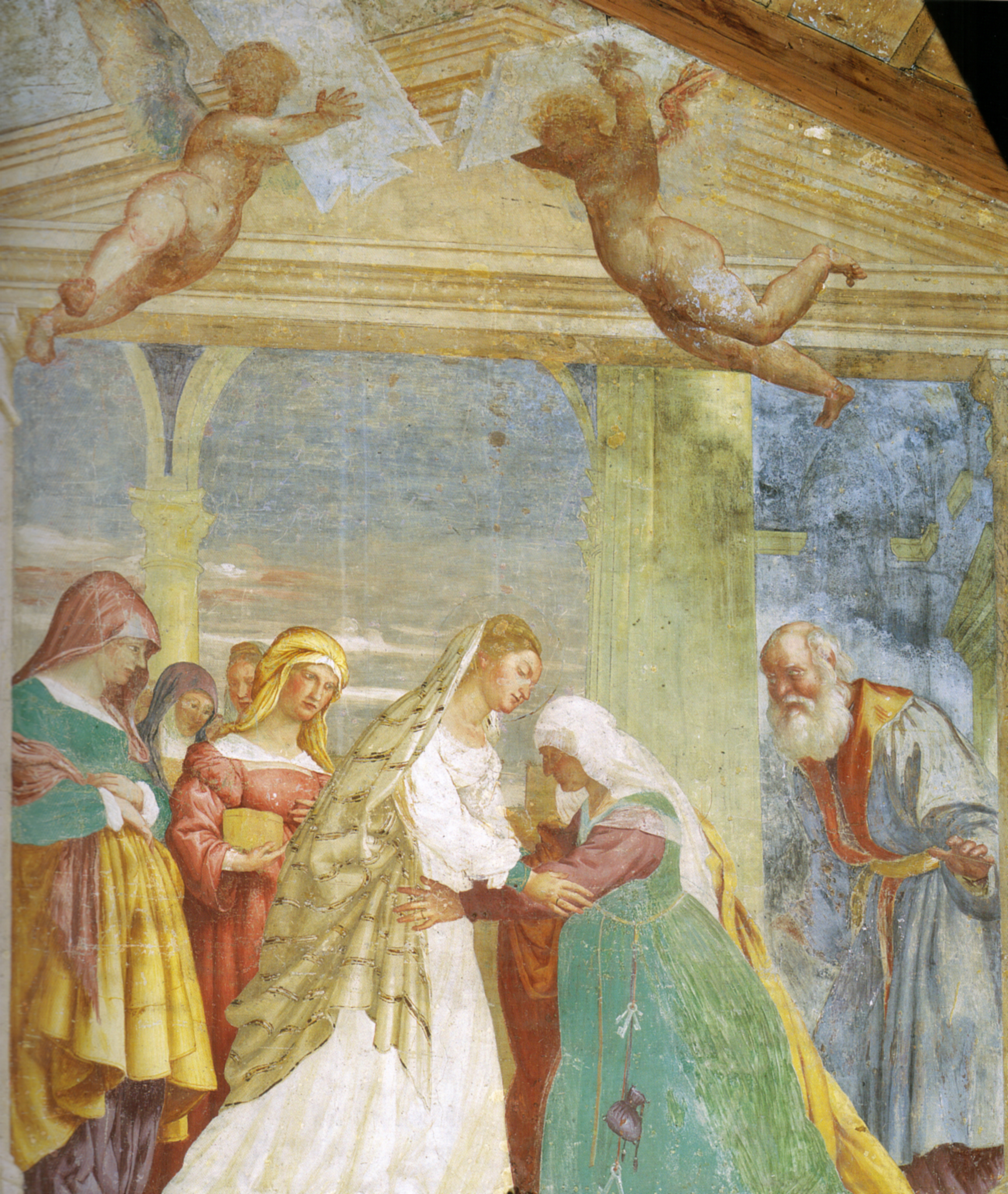
Visitazione